# Viksta stentorg
Viksta stentorg är ett klapperstensfält, beläget på Uppsalaåsens högsta punkt, cirka 75 meter över nuvarande havsnivå. Det bildades för 7 000 - 8 000 år sedan, när Östersjön befann sig på denna nivå. Havet sköljde bort all sand från åsen och endast klappersten återstod. Trots att det var länge sen, är hela åsen ännu ej övervuxen. Uppgifter om tidsställningen varierar dock. Området utgörs av ett mäktigt parti av åsen.
Viksta stentorg är ett naturreservat, som förvaltas av Länsstyrelsen i Uppsala län. Det ligger mellan Björklinge och Månkarbo omedelbart öster om gamla E4:an, nu med vägbeteckning 600, cirka 33 km norr om Uppsala vid Uppsalaåsens högsta punkt. Området är skyltat och man kommer till stentorget efter en promenad på 300 m från parkeringsplatsen.
Området ligger på Vikstaheden, norra enklaven av Viksta socken i Uppsala kommun. Inom området finns tre partier där finmaterialet är helt urspolat ner till ett större eller mindre djup. Två av dessa ligger i anslutning till områdets högsta punkt på en nivå av ca 75 m ö.h. respektive 65 m ö.h. Ett tredje ligger inom den nordligaste delen av området på en nivå av 50 - 60 m ö.h.
Den först nämnda bildningen, som är nämnd redan i kartbladsbeskrivningen över det geologiska kartbladet Salsta (Pettersson, 1871. SGU Ser Aa 43) är den del man vanligen avser med benämningen Viksta stentorg. Pettersson skriver: "Största höjden finna vi Ö. om torpet Gneten på Wikstaheden, där åsens rygg ligger 233 fot öfver hafvet och mer än 100 fot  öfver angränsande dymarker".
Vidare skriver Pettersson (1871) : "Från stenblock är Upsalsaåsens yta temligen fri. N. om den ofvannämnda högste punkten ända till Tierps gräns ligga dock spridda block; N. om Karboda till och med betydliga samlingar. På samma sträcka, vid Källslätt, erbjudes tillfälle att se ett s.k. Stengärde. Det finare gruset är här bortsköljdt och rullstenarna upplagda i låga vallar utefter åsens vestra sida på en längd af omkring 800 fot. Äfven på södra sluttningen från ofvannämnda högsta punkt af åsen finnes ett stengärde, der rullstenarna likaledes ligga ordnade i långsträckta låga vallar, blott obetydligt höjande sig den ena öfver den andra. Men då dessa terrasser på förra stället följa åsens längdriktning, ligga de på detta tvärs öfver densamma. Detta förhållande beror dock antagligen på den lokala böjningen åsens rygglinje här gör".

### Områdets omvandling under landhöjningen
Då inlandsisens randzon befann sig i anslutning till området för ca 10 000–11 000 år sedan, stod vattenytan drygt 160–180 meter över nuvarande havsyta. Landet hade pressats ned under den stora tyngd som inlandsisen utövat. Detta innebär att såväl det aktuella området som hela Uppland låg under vatten. Som upplysning kan nämnas att de högsta bergen i Uppland är belägna norr om Järlåsa (Upplandsberget eller Tallmossen och når en höjd av 117,56 m ö.h. samt Hjortmossberget 111 m ö.h.). Som jämförelse kan anges att domkyrkan i Uppsala är 118,7 meter hög. Krönet på Uppsalaåsen, som höjer sig över slättlandet når som högst 74,85 m ö.h. vid stentorgets triangelpunkt. Denna har dock ej gått att återfinna. I samband med den pågående strandförskjutningen uppskattas havsytan ha passerat denna nivå för ca 8 200 år sedan. Som grund för denna uppskattning ligger ett diagram över strandförskjutningen i Gästrikland. Detta kan nyttjas som ett närmevärde eftersom en liknande strandförskjutningskurva ej går att upprätta för den första tiden efter deglaciationen i Uppland.
I och med att isen försvann från området, påbörjades den landhöjning som fortgår än idag. När havsytan låg något 10-tal meter över området kunde detta börja påverkas av vågorna. Den största fria vattenytan låg åt norr och ost och det var vågor från dessa väderstreck som hade den största effekten. Resultatet blev en viss förflyttning av åskrönet så att den västliga sluttningen på åsen blev brantare och ostsidan mera långsluttande och flack.
Landhöjningstakten eller strandförskjutningen har inte varit jämn utan perioder med  snabb landhöjning har växlat med perioder med mycket långsam höjning. Av betydelse för strandförskjutningsprocessen är dessutom havsytans variationer och deras hastighet. Kortare perioder har havsytan t o m kunnat ligga högre än tidigare. En havsytehöjning över tidigare torrlagd mark kallas transgression medan en motsvarande havsytesänkning benämnes regression. Vid perioden för ca 7 000 år sedan då havsytan i det aktuella området stod ca 75 - 70 meter över nuvarande havsyta skedde inom delar av Sverige en sådan transgression kallad Littorinatransgressionen. Inom Mälar- och Upplandsregionen, som helt legat under vatten tidigare är det dock svårt att avgöra om det är fråga om en verklig transgression eller om vattenytan endast stått stilla under en relativt lång period. Landhöjningskurvan, som i det närmaste är tillämplig för området börjar med ett stillestånd i havsytenivå vid slutet av Littorinatiden. (Se Östersjöns utvecklingshistoria).
Under senare Littorinatid stack Vikstaåsens översta krön upp över vattenytan som en isolerad holme i Norduppland. Mot sydöst, öster och norr sträckte sig den fria vattenytan åtskilliga mil. Då vattenytan dessutom stod mer eller mindre stilla under en relativt lång tidsrymd var betingelserna extremt goda för en kraftig vågbearbetning av strandpartierna vettande åt dessa väderstreck och det s k Viksta stentorg på krönets ostnordostsida utbildades. Att detta område bearbetats av vågorna under en längre tid visas av att finmaterialet är ursköljt ner till ett djup av ca 2 meter i områdets centrala delar.
Under ett senare skede av Littorinatiden utpreparerades ännu ett stentorg inom den sydvästligaste delen av krönpartiet vid nivån ca 65 m ö.h. Här gick ursköljningen av finmaterialet inte ner till samma djup som inom det stora stentorget, vilket också visas av den relativt tätare vegetationen.
Då vattenytan befann sig i nivån 60 - 55 m ö.h. började den sydliga ryggen inom området att höja sig ur vattnet. Denna har en riktning, som något avviker från huvudåsens, varför de väst- eller sydvästifrån kommande vågorna här fick en något sned infallsvinkel och en viss längstransport av materialet skedde. Detta visas bl a av de mot öster utplanande vallarna längs ryggens sluttning.
Längstransporten av material efter ryggens sydsida har även medfört viss krumuddeavslutning i ryggformens östliga kröndel. Sandigt material har även transporterats runt ryggformen, vars material innehåller en tämligen hög procent sten, och avlastats i den innanför liggande viken. Denna vik kantas av strandvallar i fallande krönnivå.
I samband med avsättningen av åsen inne i isälvstunneln kunde isstycken brytas loss ur tunnelväggarna eller tunneltaket och bäddas in i åsmaterialet. Då sådana isstycken senare smälte gav de upphov till sänkor, vilka belägna efter åssidorna kallas åsgravar och belägna uppe på åsen benämns åsgropar. Isen inom området var vid tiden för åsavsättningen tämligen uppsprucken. Det förefaller därför såsom en nära till hands liggande förklaring att tänka sig ursprunget till den i områdets nordligaste del på 50 - 55 m ö.h. belägna depressionen vara ett, eller förmodligen flera ur tunneltaket lossbrutna isstycken. Dessa har bäddats in i åsmaterialet men bör då havsytan stod vid nivån ca 57 m ö.h. åtminstone delvis ha smält ned.
Morfologin eller formerna inom området har i ringa mån omfattats av massrörelser efter det att havsytan vikit från området. I huvudsak är dock den morfologi man ser idag den som skapades vid tiden för strandprocesserna i samband med landhöjningen eller strandförskjutningen.

### Allmän beskrivning av områdets botaniska karaktär
Den största delen av Vikstaåsen utgörs av äldre skogspartier. Under trädskiktets tall och gran finns omväxlande skarpa, torra och friska fältskikt (enligt det nordsvenska skogstypsschemat av Tore Arnborg). Detta skogstypsschema utgör en typ av klassificering av skogsmarkens lämplighet och produktionsförutsättningar utifrån fuktighetsförhållanden och godhetsgrad. Vegetationen grupperas i bottenskikt, fältskikt, buskskikt och trädskikt, samt ett särskilt plantskikt för trädplantor. Växtsamhällena grupperas utifrån vattentillgången i skarpa, torra, friska, fuktiga och våta marker. Utifrån detta urskiljs olika skogstyper, t.ex. torr ristyp, torr ekbräken-ristyp, fuktig örttyp.
De skarpa partierna på Vikstaåsen domineras av renlav (Cladonia rangiferina, Cl sylvatica, Cl alpestris m fl) och islandslav (Cetraria islandica). Vattentillgången är ringa och näringstillförseln svag.
I den torra typen ökar andelen ris; kråkbär (Empetrum nigrum), lingon (Vaccinium vitis-idaea), blåbär (V myrtillus) och ljung (Calluna vulgaris).
Den friska typen består av så gott som enbart blåbärsris. Bottenskiktet utgörs av husmossor (t ex Pleurozium schreberi och Hylocomium splendens), kvastmossor (Dicranium sp) och björnmossor (Polytrichum sp).
Vikstaåsens södra och sydöstra delar är hyggespartier av olika ålder (anno 1971). De färska hyggespartierna har en skarp-torr karaktär. Ett buskskikt av barrträd och björksly har vandrat in tillsammans med kvävekrävande arter som mjölkört (Chamaenerion angustifolium) och hallon (Rubus idaeus). De senare svarar tillsammans med lingon och mjölon (Arctostaphyos uva-ursi) för fältskiktet. Bottenskiktet täcks av renlavar och någon enstaka kvast- och husmossa. Äldre hyggespartier bär en ung tallskog, fortfarande är fält- och bottenskikten torra. Ljung dominerar som alltid på igenväxande hyggen.
Ett par områden avviker från de ovannämnda. Ett sådant är stentorget, där själva klapperstensfältet omgärdas av en tämligen klen tallskog. Med tanke på det stora djupet till grundvattenytan, lever tallarna sannolikt enbart på nederbördsvatten som dock kan absorberas i markens humusmaterial. Stentorgets vegetation domineras av skorplavsamhällen med bl.a. kartlav (Rhizocarpon) och gråstenslav (Lecanora cinerea). Ett annat är partiet öster om vägen till Källsboda. Där finns den bästa vattentillgången, vilket ger en tät granskog.
Fältskiktet har här mer krävande arter som ormbär (Paris quadrifolia), ekbräken (Lastrea dryopteris), älggräs (Filipendula ulmaria) och ekorrbär (Maianthemum bifolia). Längs bäckarna finns exempelvis gullpudra (Chrysosplendium) alternifolium), slåtterblomma (Parnassia palustris) och majbräken (Athyrium filix-femina).

### Inte bara geologi
En kuriositet som endast få känner till utanför ornitologernas krets är förekomsten av nattskärra (Caprimúlgus europaéus) invid Viksta stentorg. Att Viksta stentorg är en passande biotop för nattskärra beror på att fågeln har en förkärlek för utkanterna av barrskogar och helst glesa sådana. Fågelns översida är vattrad i brungult och grått och när fågeln ligger på marken liknar den ett stycke granbark. Få fåglar har bättre kamouflage och det är kanske därför man inte så ofta stöter på dem i terrängen trots att de verkar förekomma rätt spritt i Uppland.